# Verbale constituent
Een verbale constituent is een constituent die bestaat uit zinsdelen die meer informatie met betrekking tot het onderwerp van een zin verschaffen. In zeer grote lijnen komt dit neer op de combinatie "gezegde + satelliet". 

## Generatieve grammatica
In het kader van de generatieve grammatica wordt een verbale constituent wel gedefinieerd als "een hoofd- of bijzin met een werkwoord als syntactisch hoofd". Een verbale constituent kan soms bestaan uit één enkel werkwoord, de 
persoonsvorm:
- Hij loopt.

In veruit de meeste gevallen is een verbale constituent complexer opgebouwd, bijvoorbeeld uit een combinatie van een zelfstandig werkwoord, een of meer hulpwerkwoorden en eventuele specificeerders, complementen en/ of bepalingen. Bijvoorbeeld:
- Hij heeft de man door het winkelraam gezien.

In deze zin is heeft gezien het gezegde, de man het andere argument en door het winkelraam de bepaling.  

## Afwezigheid van verbale constituenten
Tot in de jaren 80 van de 20e eeuw dachten sommige aanhangers van de lexicale functionele grammatica dat er talen waren die geen verbale constituenten kennen, bijvoorbeeld sommige niet-configurationele talen zoals het Japans en Hongaars en talen met een VSO-volgorde zoals de Eiland-Keltische talen. Tegenwoordig wordt ervan uitgegaan dat verbale constituenten in alle talen voorkomen.